# Karel van Mander
Karel van Mander (Meulebeke, maig de 1548 – Amsterdam, 2 de setembre de 1606) va ser un pintor, poeta i biògraf flamenc, nascut al si d'una família noble de Meulebeke.
Va estudiar amb Lucas de Heere a Gant, i entre 1568 i 1569 amb Pieter Vlerick a Kortrijk. Els següents cinc anys es va dedicar a escriure obres de teatre de caràcter religiós per a les quals també va pintar els decorats. Posteriorment va passar tres anys a Roma (1574-1577), i s'ha arribat a dir que va ser el descobridor de les catacumbes. De retorn d'aquest viatge va passar per Viena, on en companyia de l'escultor Hans Mont va construir l'arc de triomf per a l'entrada de l'emperador Rodolf.
Després de moltes vicissituds causades per la guerra, la pèrdua de la seua fortuna i la malaltia, es va instal·lar a Haarlem, on en companyia de Hendrik Goltzius i  Cornelis Cornelisz. van Haarlem va fundar una reeixida acadèmia de pintura.
Tanmateix, la seua fama prové fonamentalment de la seua obra de 1604 anomenada Het schilder-boeck, un voluminós recull de biografies de vora 250 pintors que ha adquirit per als països del nord d'Europa una importància similar a la que les Le Vite de' più eccellenti pittori, scultori, e architettori, de Vasari, tenen respecte a Itàlia. Aquesta obra va ser acabada l'any 1603 i es va publicar l'any 1604, any en què Van Mander va traslladar-se a Amsterdam, on va morir l'any 1606. Va ser mestre de Frans Hals, tot i que la influència en el seu pupil no va ser important - certament Hals estava en desacord amb la convencional creença de Mander respecte al fet que la pintura de tema històric ocupava el lloc preeminent en la jerarquia de gèneres.
Van Mander va influir de manera notable en la literatura sobre art dels segles XVII i XVIII. Entre d'altres, Cornelis de Bie i Arnold Houbraken van imitar la seua Schilderboeck.